# Réserve naturelle nationale de la pointe de Givet

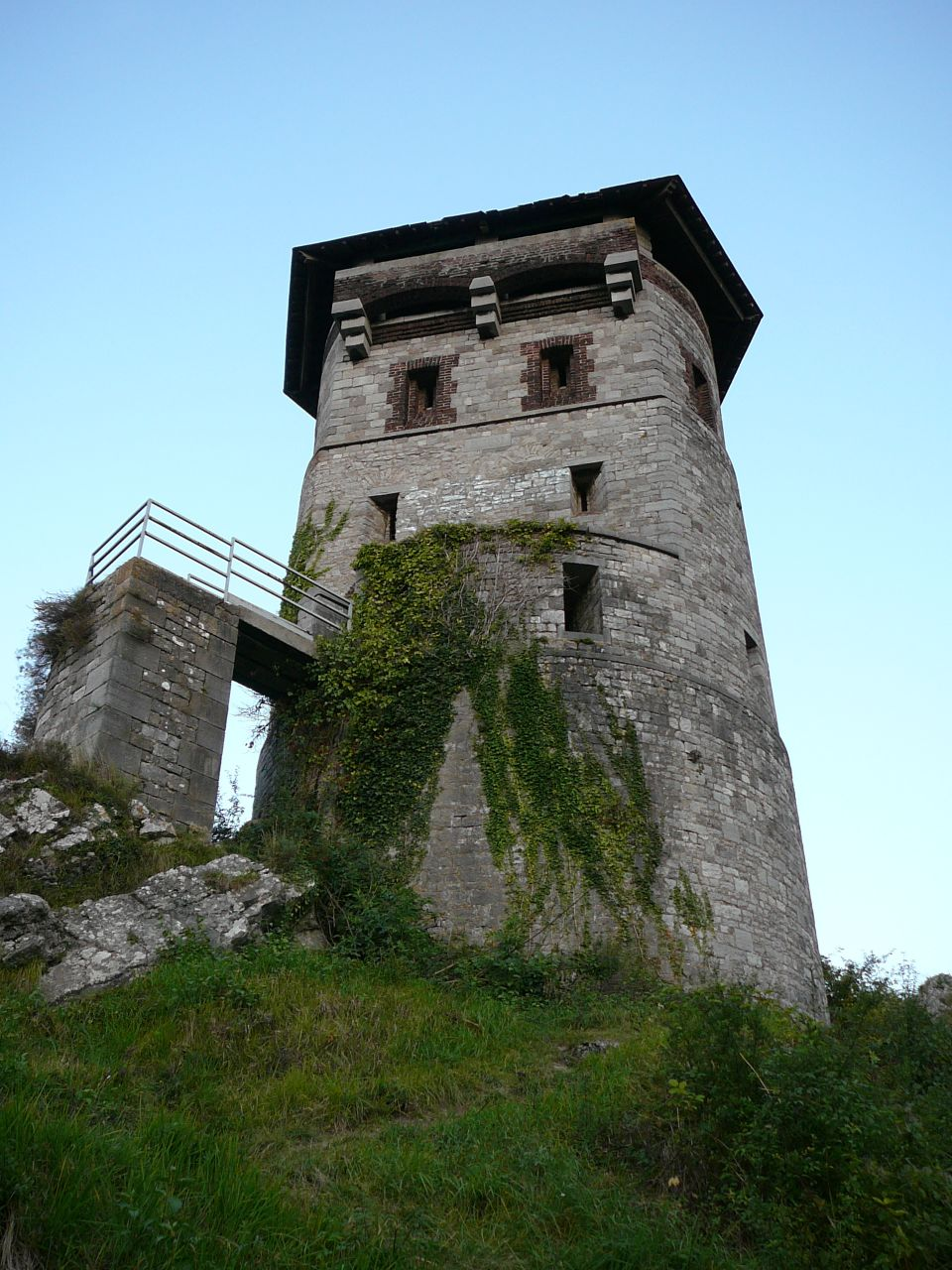
Ancienne tour de guet, dite « tour Grégoire » sise sur le rebord de l'abrupt du mont d'Haurs, au-dessus de la vallée de la Meuse. Elle aurait été érigée au XIe siècle, mais a connu de multiples transformations. Le visiteur peut découvrir de là une grande partie du panorama de la vallée de la Meuse

La réserve naturelle nationale de la pointe de Givet (RNN145) est une réserve naturelle nationale de la région Grand Est.
Classée en 1999, elle s’étend sur 354 ha et protège un ensemble de sites connus pour leur richesse géologique, floristique et faunistique.

## Localisation

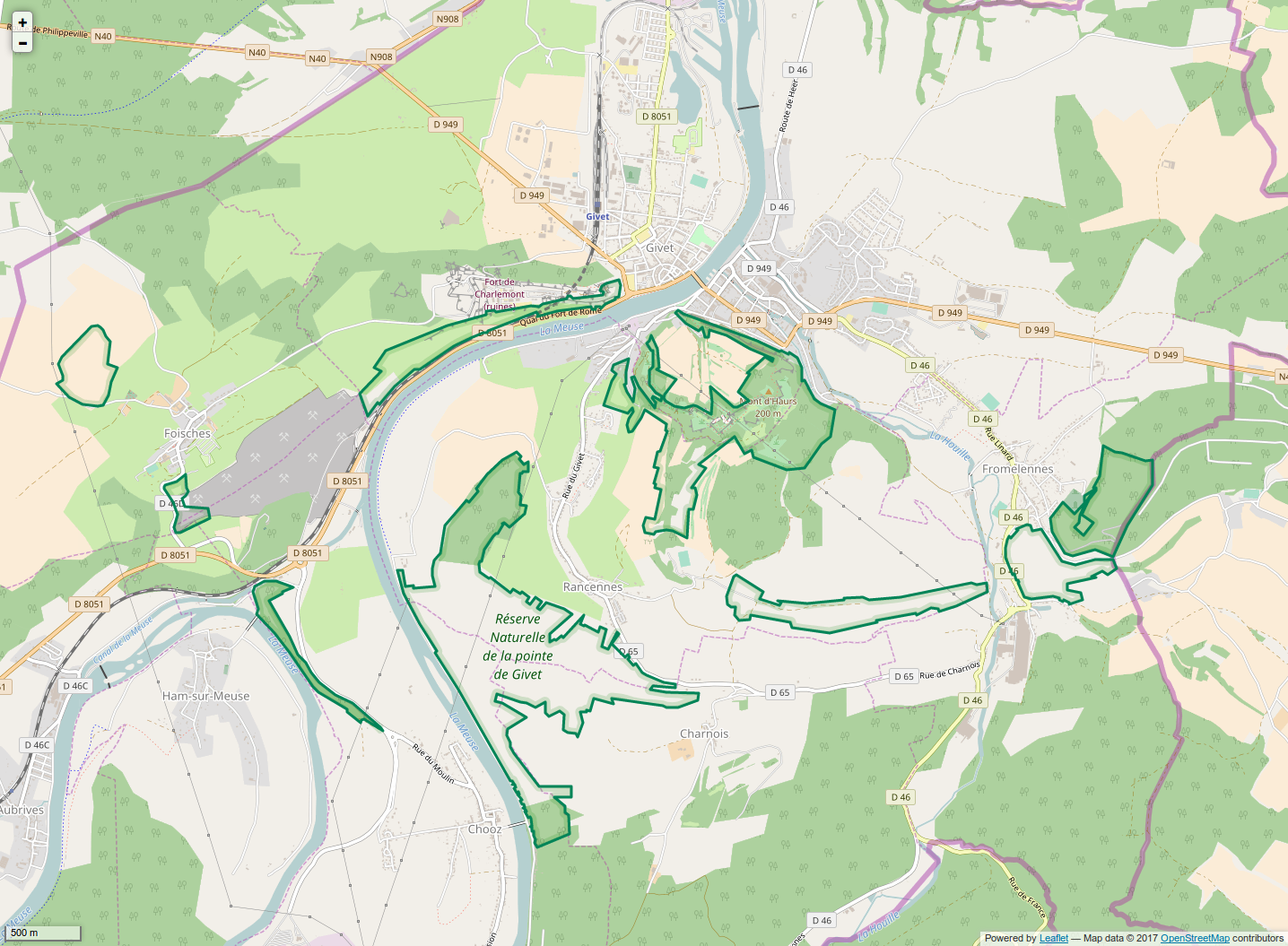
Périmètre de la réserve naturelle.

À l'extrême nord du département des Ardennes, le territoire de la réserve naturelle comprend 11 entités localisées sur les communes de Charnois, Chooz, Foisches, Fromelennes, Givet, Rancennes pour une surface totale de 354 hectares.

## Histoire du site et de la réserve

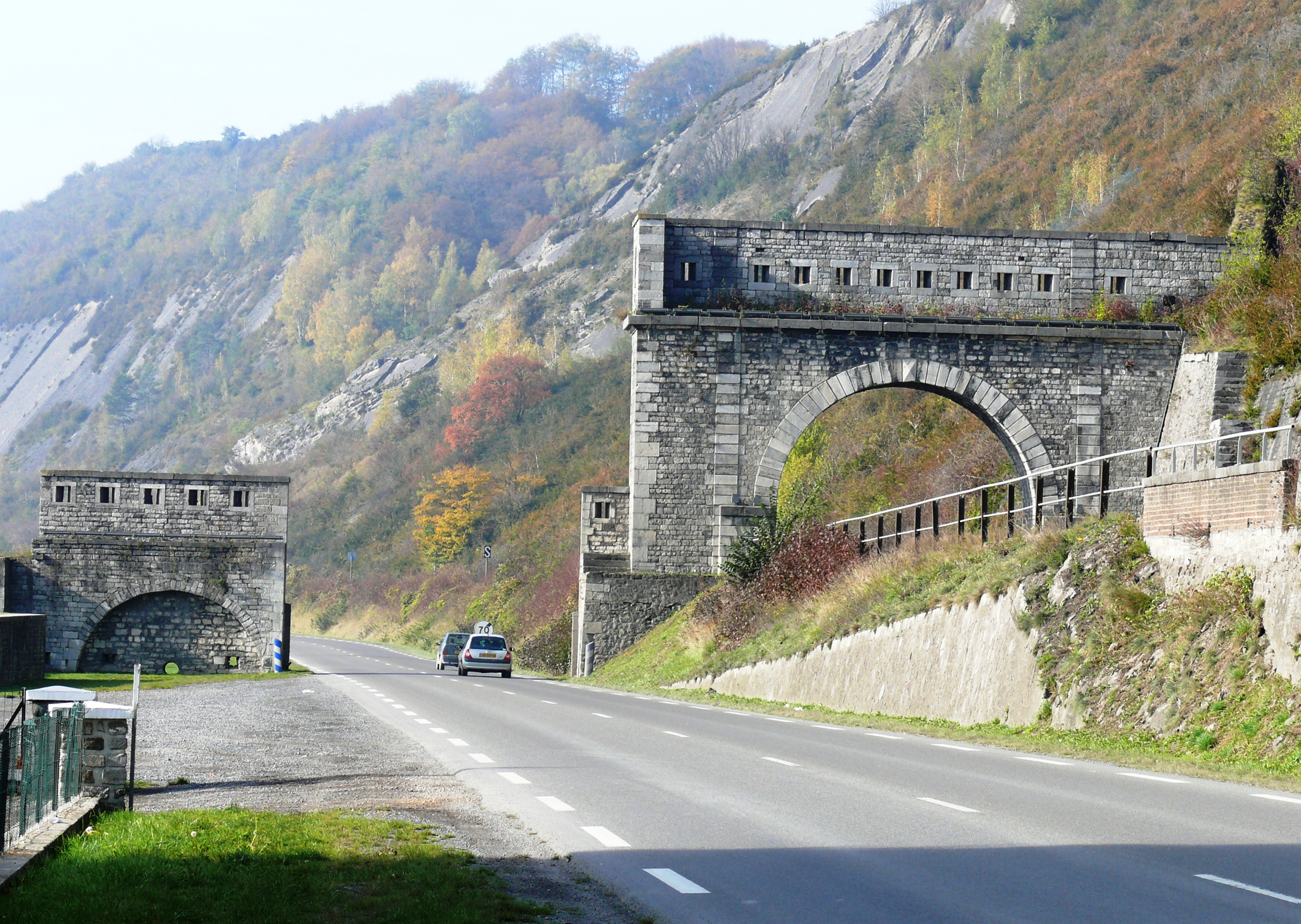
Porte de France à Givet

Le secteur de la pointe de Givet est connu des naturalistes au moins depuis le XIXe siècle pour sa richesse géologique, mais aussi floristique. Pour protéger ce patrimoine qui se dégradait, l'association « La Valenne » sollicite le classement en réserve naturelle nationale des milieux naturels les plus remarquables du site dit la pointe de Givet en 1990. La procédure de classement aboutit neuf ans plus tard en 1999, et les gestionnaires (ONF et CENCA) sont désignés en 2000.

## Écologie (biodiversité, intérêt éco paysager…)
La réserve naturelle offre un paysage aux multiples facettes, composé de forêts, de landes, de pelouses sèches ainsi que d’escarpements rocheux spectaculaires. L'intérêt de la réserve naturelle est géologique, floristique et faunistique. On trouve principalement 5 grands types d'habitats naturels : des substrats minéraux (roches affleurantes, falaise abrupte, éboulis, entrées de grottes), des habitats à végétation herbacée rase (pelouses sèches, landes), des zones de végétation arbustive (fruticées, fourrés), des boisements (bois, forêts, lisières) et des habitats semi-naturels anthropiques (culture à gibier, haies, talus).
L'inventaire complet du patrimoine est loin d'être terminé, notamment concernant les champignons, les invertébrés du sol ou les saproxylophages qui vivent du bois mort et des fleurs des milieux semi-ouverts.

### Géologie
La géologie de la pointe de Givet présente plusieurs aspects de grand intérêt pédagogique qui ont justifié le classement de certaines entités de la réserve naturelle. À cet endroit, la vallée de la Meuse entaille profondément la barre des calcaires. Au sein de celles-ci, Jules Gosselet y a défini en 1879 le stratotype du Givétien. Mais la diversité des roches est notable. Outre le calcaire affleurant, on y trouve des schistes, des grès, une ancienne carrière d'extraction de Fluorine (CaF2) et de nombreux fossiles, notamment de trilobites. Quelques grottes calcaires complètent l'inventaire avec leurs stalactites et stalagmites.

### Flore
La situation géographique de la pointe de Givet, le relief spectaculaire de certains sites, l’existence de micro-climats chauds et secs ont permis le développement d’une flore à caractère méridional exceptionnelle à cette latitude. L'inventaire de la flore de la réserve naturelle fait état de 461 espèces dont 156 remarquables (« rares » ou « très rares ») parmi lesquelles 11 sont protégées en Champagne-Ardenne et 35 inscrites sur la Liste Rouge Régionale comme l'Armoise blanche, le Cotonéaster sauvage, le Pied de chat, l'Orchis singe ou le Géranium sanguin…,

### Faune

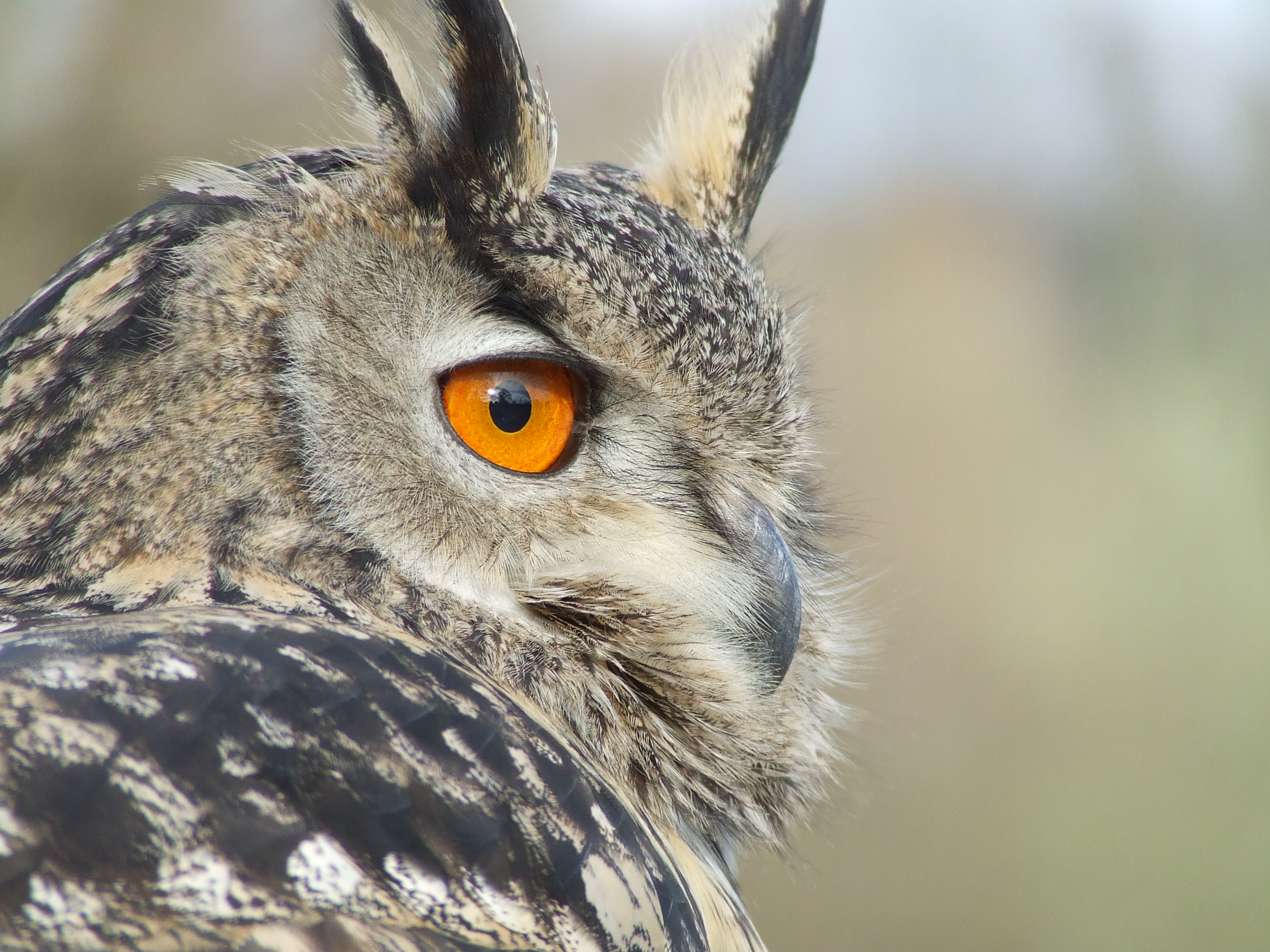
Hibou grand-duc

La variété des milieux naturels offre des habitats de qualité pour plus de 320 espèces animales. L'intérêt faunistique réside essentiellement dans la présence d'insectes, de chiroptères et d'oiseaux patrimoniaux. 
Vingt espèces de mammifères ont été identifiées. La richesse en insectes et la présence de grottes expliquent la présence de 12 espèces de chauves-souris dont certaines relèvent de la Directive habitats (92/43/CEE) : Petit rhinolophe, Grand rhinolophe, Grand Murin, Vespertilion à oreilles échancrées...
Plus de 70 espèces d'oiseaux ont été contactées à ce jour dont un tiers est inscrit sur la Liste Rouge Régionale. Citons par exemple la présence du Hibou grand-duc, de l'Engoulevent d'Europe, de l'Alouette lulu.
Les reptiles comme la Vipère péliade et la Coronelle lisse affectionnent les zones rocheuses. 
Les insectes apprécient les lieux ensoleillés. On en compte 171 espèces identifiées dont 78 Lépidoptères rhopalocères comme le Moiré franconien, l'Azuré de l'ajonc, le Cuivré des marais ou le Damier de la succise. On compte aussi environ 30 espèces d’Orthoptères comme l'Oedipode turquoise, la Decticelle chagrinée, le Tétrix calcicole et le Dectique verrucivore.

### État, pressions ou menaces, réponses
L'éclatement de la réserve naturelle en 11 entités entraine une importante fragmentation écologique. De nombreuses séquelles de guerre parsèment le territoire. Faute de la présence de grands mammifères herbivores sauvages, la tendance des milieux est à l’embroussaillement des zones ouvertes.

## Intérêt touristique et pédagogique
Il est lié aux habitats naturels, aux paysages (fortes déclivités) et à la biodiversité qu’ils abritent mais aussi aux richesses géologiques du site et à ses aspects culturels. La pointe de Givet est un ancien lieu de circulation et une zone d’intérêt stratégique qui a laissé des traces : 
– fort de Charlemont (centre d'entraînement du commando 9e zouaves de 1962 à 2009) ;
– porte de France (fortification protégeant autrefois l'accès à Givet) ;
– tour Grégoire (du XIe siècle, qui contrôlait les voies routières et fluviales ;
– fort du Mont d'Haurs (dessiné par Vauban pour épauler le fort de Charlemont, mais jamais terminé).
Le site est devenu un haut lieu de l'éducation à l’environnement avec des panneaux pédagogiques installés et des visites guidées. Des conférences complètent ce dispositif, valorisant les études scientifiques faites sur le site ou en cours.
La promenade et la randonnée pédestre sont autorisées sur les sentiers balisés, seul ou accompagné.

## Administration, plan de gestion, règlement
La gestion est assurée par le Conservatoire d'espaces naturels de Champagne-Ardenne et l’ONF Ardennes. Le premier plan de gestion (2003-2007) a permis des travaux de restauration (réouverture de pelouses sèches) grâce à des débroussaillages et fauche avec exportation faits par des étudiants, des équipes de réinsertion ou des « chantiers-nature ». Des chèvres sont utilisées depuis 2005 pour éliminer les buissons d’une partie des « ravins d'Aviette Maurière » par pâturage extensif. Une évaluation du plan de gestion a été entamée en 2007. Le second plan de gestion 2008 – 2012 est terminé.

### Outils et statut juridique
La réserve naturelle a été classée en application de la loi du 10 juillet 1976 par un décret du 4 mars 1999.
Plusieurs périmètres de protection s’y superposent : sites inscrits et classés, ZNIEFF de types I et II, ZICO, ZSC, APPB…